# Helmut-Maria Glogger
Helmut-Maria Hermann Glogger (* 20. September 1947 in Friedberg, Bayern; † 30. August 2016 in Zürich; heimatberechtigt in Leukerbad) war ein Schweizer Journalist und Buchautor.

## Leben
Glogger wuchs in Oberbayern auf. Seine Familie stammt aus Winterthur. Er studierte Rechtswissenschaften in Regensburg. Als Journalist arbeitete er zuerst bei der Illustrierten Bunte in Offenburg. Anschliessend wechselte er zum Medienhaus Ringier nach Zürich, wo er über drei Jahrzehnte für die Boulevardzeitung Blick, den SonntagsBlick und die Zeitschrift Schweizer Illustrierte tätig war. Von 1999 bis 2004 war er Chefredaktor der Glückspost.
Glogger schrieb ein rundes Dutzend Sachbücher, darunter ein Buch über die «Traumfabrik» Hollywood und eine Biografie zu Meryl Streep. Er galt zudem als Kenner des britischen Königshauses, wovon zwei Bücher zeugen. Er war mit Udo Jürgens befreundet, für den er als Ghostwriter die Autobiografie Unterm Smoking Gänsehaut (1994) verfasste. Gemeinsam mit dem Schauspieler Michael Lesch schrieb er das Buch Ein Jahr Hölle über dessen Krebserkrankung. Daneben hat er (nach eigenen Angaben) etwa 12 weitere Biografien als Ghostwriter oder Co-Autor verfasst.
Glogger starb am 30. August 2016 im Alter von 68 Jahren bei sich zu Hause im Seefeld in Zürich. Er war verheiratet und hatte drei Kinder.

## Bücher (Auswahl)
- 100 Jahre Hollywood. Die Geschichte der Traumfabrik. Lübbe, Bergisch Gladbach 1987, ISBN 3-404-60190-4.
- Meryl Streep. Das Porträt eines Weltstars. Lübbe, Bergisch Gladbach 1987, ISBN 3-404-61107-1.
- Das geheime Leben der Windsors. Knaur, München 2006, ISBN 3-426-77951-X.
- Diana – eine Frau sucht ihr Leben. Knaur, München 2007, ISBN 978-3-426-78001-5.